# 앙골라다유방쥐
앙골라다유방쥐(Myomyscus angolensis)는 쥐과에 속하는 설치류의 일종이다. 앙골라와 콩고민주공화국에서 발견된다. 자연 서식지는 건조 사바나와 습윤 사바나 지역이다.